# Najet Essaghira
Najet Essaghira (en arabe : نجاة الصغيرة), ou Najet El Shaghira, de son vrai nom Naguat Mohamed Hosni, est une chanteuse égyptienne née le 20 septembre 1938.

## Biographie
Najat Essaghira est la fille d'un calligraphe, Mohammad Hosni, originaire du village de Mit Ghamr et installé au Caire vers 1912, et de sa première épouse. Son père s'est marié deux fois. Elle est la demi-sœur de l'actrice égyptienne Souad Hosni. Elle grandit dans un foyer fréquenté par des artistes et calligraphes. Elle réalise son premier film, Hadiya (sorti en 1947) à l'âge de huit ans et commence à chanter à l'âge de 13 ans les chansons d'Oum Kalsoum, et est remarquée pour sa voix,,,.
Elle se marie à deux reprises. Son premier mariage a lieu alors qu'elle est encore adolescente, en 1955. Elle a 16 (ou 17) ans, et se marie avec Kamal Mansi, un ami de son frère. Elle divorce vers 1960 et se remarie en 1967. Elle divorce également de son second mari, le réalisateur Houssam El-Din Mustafa (1926-2000), peu de temps après, et reste ensuite célibataire.
Plusieurs de ses chansons ont connu le succès. Ses longues répétitions dans les studios d'enregistrement et ses performances sur scène sont emblématiques. Au total, elle a sans doute enregistré plus de 200 chansons, et s'est retirée de la scène musicale en 2003. Elle a tourné dans 13 films puis s'est retirée du monde du cinéma en 1976 à l'âge de 37 ans. Presque tous ses films contiennent des chansons interprétées par elle-même.